# Aviva Stadium
Das Aviva Stadium (irisch Staidiam Aviva) ist ein Rugby- und Fußballstadion in der irischen Hauptstadt Dublin. Es ist im Besitz der Irish Rugby Football Union und der Football Association of Ireland. Die irische Rugby-Union-Nationalmannschaft und die irische Fußballnationalmannschaft nutzen es als Heimspielstätte. Am 14. Mai 2010 wurde die neue Arena durch Taoiseach Brian Cowen offiziell eingeweiht.

## Eckdaten
Das Stadion hat eine Hufeisen-Form. Alle 51.700 Sitzplätze sind überdacht. Während die West-, Ost- und die Südtribüne vierstöckig angelegt sind, ist der Nordrang nur eine einzelne Tribüne. Das liegt daran, dass die Sportstätte in der Stadt liegt und Wohnhäuser im Norden direkt neben dem Stadion stehen. Auf der zweiten Etage des Stadions stehen 10.000 Premium-Sitzplätze zur Verfügung; darüber hinaus liegen auf der dritten Etage V.I.P.-Logen mit 1.300 Plätzen. Im Stadion befinden sich mehr als 50 Räume für Veranstaltungen wie Ausstellungen, Konferenzen, Pressekonferenzen, Bankette oder Weihnachtsfeiern. Die Pressetribüne besitzt 200 Plätze für Journalisten (bei Bedarf auf 400 erweiterbar). Die Fassade der Arena ist verglast und das Dach ist mit einer transparenten Kunststoff-Haut überzogen. Das Aviva Stadium war das erste irische Stadion der UEFA-Kategorie 4. Für die Fußball-Europameisterschaft 2021 wurde 2019 ein neues Flutlichtsystem installiert. Die LED-Anlage erfüllt alle Anforderungen für Veranstaltungen der Verbände UEFA, FIFA und World Rugby.

## Geschichte
Das Aviva Stadium ersetzte 2010 die 1872 eröffnete Lansdowne Road, die 2007 abgerissen wurde und Platz für das Aviva Stadium machte. Die Rechte am Namen gingen für zehn Jahre an die Versicherungsgesellschaft Aviva Group Ireland, die dafür 44 Millionen Euro zahlte. Von den 410 Millionen Euro Gesamtkosten trug der irische Staat 191 Millionen, der Rugby- sowie der Fußballverband teilten sich den Rest der Summe.

## Nutzung

### Sportveranstaltungen
Neben den Heimspielen der Rugby- und Fußballnationalmannschaft empfängt die Mannschaft von Leinster Rugby ihre Gegner im Aviva Stadium. Seit 2010 wird hier jährlich das Finale im FAI Cup ausgetragen. Auch das UEFA-Europa-League-Finale hätte 2010 in Dublin stattfinden sollen. Da der Umbau bis dahin aber nicht beendet gewesen wäre, wurde das Finale in die Hamburg Arena verlegt, und Dublin erhielt dafür die Austragung des Endspiels 2011. Am 11. August 2010 wurde das erste Fußballländerspiel der irischen Nationalmannschaft gegen Argentinien im neuen Stadion angepfiffen. Es endete 1:0 für die Argentinier. Das Aviva Stadium war 2011 der Austragungsort des Nations Cup mit den Mannschaften Irlands, Nordirlands, Wales’ und Schottlands. Das Fußballturnier sollte an die British Home Championship anknüpfen, die von 1883 bis 1984 ausgespielt wurde. Es blieb aber bei der einen Veranstaltung. Das Aviva Stadium ist das Heimstadion der irischen Rugby-Union-Nationalmannschaft, die hier seit 2010 sämtliche Heimspiele austrägt. Dazu gehören insbesondere die Spiele beim Turnier Six Nations und die November-Länderspiele gegen Mannschaften der südlichen Hemisphäre.
Am 18. Mai 2013 fand hier das Endspiel des Rugby-Europapokalwettbewerbs Heineken Cup 2012/13 statt. Die Heimmannschaft hätte den dritten Titel in Folge holen können, schied aber schon in der Vorrunde aus. Der mehrfache französische Rugby-Meister RC Toulon gewann den Wettbewerb in einem rein französischen Finale vor mehr als 50.000 Zuschauern.
Das Aviva Stadium war als eines von zwölf Stadien für die Fußball-Europameisterschaft 2021 ausgewählt worden. Im Rahmen des Turniers sollten insgesamt drei Gruppenspiele sowie ein Achtelfinale ausgetragen werden. Im Frühjahr 2021 forderte die UEFA die Austragungsorte auf, für die (Teil-)Zulassung von Zuschauern zu garantieren. Aufgrund der COVID-19-Pandemie weigerte sich die Irische Regierung, diese Zusagen zu treffen, laut des stellvertretenden Ministerpräsidenten Leo Varadkar sei es dafür „zu früh“. In seiner Sitzung am 23. April 2021 entzog daher das UEFA-Exekutivkomitee Dublin den Ausrichterstatus und vergab die Vorrundenspiele stattdessen nach St. Petersburg und das Achtelfinale ins Londoner Wembley-Stadion. Am 16. Juli 2021 vergab die UEFA das Endspiel der UEFA Europa League 2023/24 nach Dublin als Entschädigung für den Entzug der Gastgeberrolle bei der EM.

### Konzerte
In der Arena finden auch Konzerte statt, so trat z. B. der Sänger Michael Bublé am 24. September 2010 als erster Künstler im Dubliner Stadion auf. Auch Madonna und Lady Gaga machten bei ihren Tourneen Station im Aviva Stadium.

## Galerie

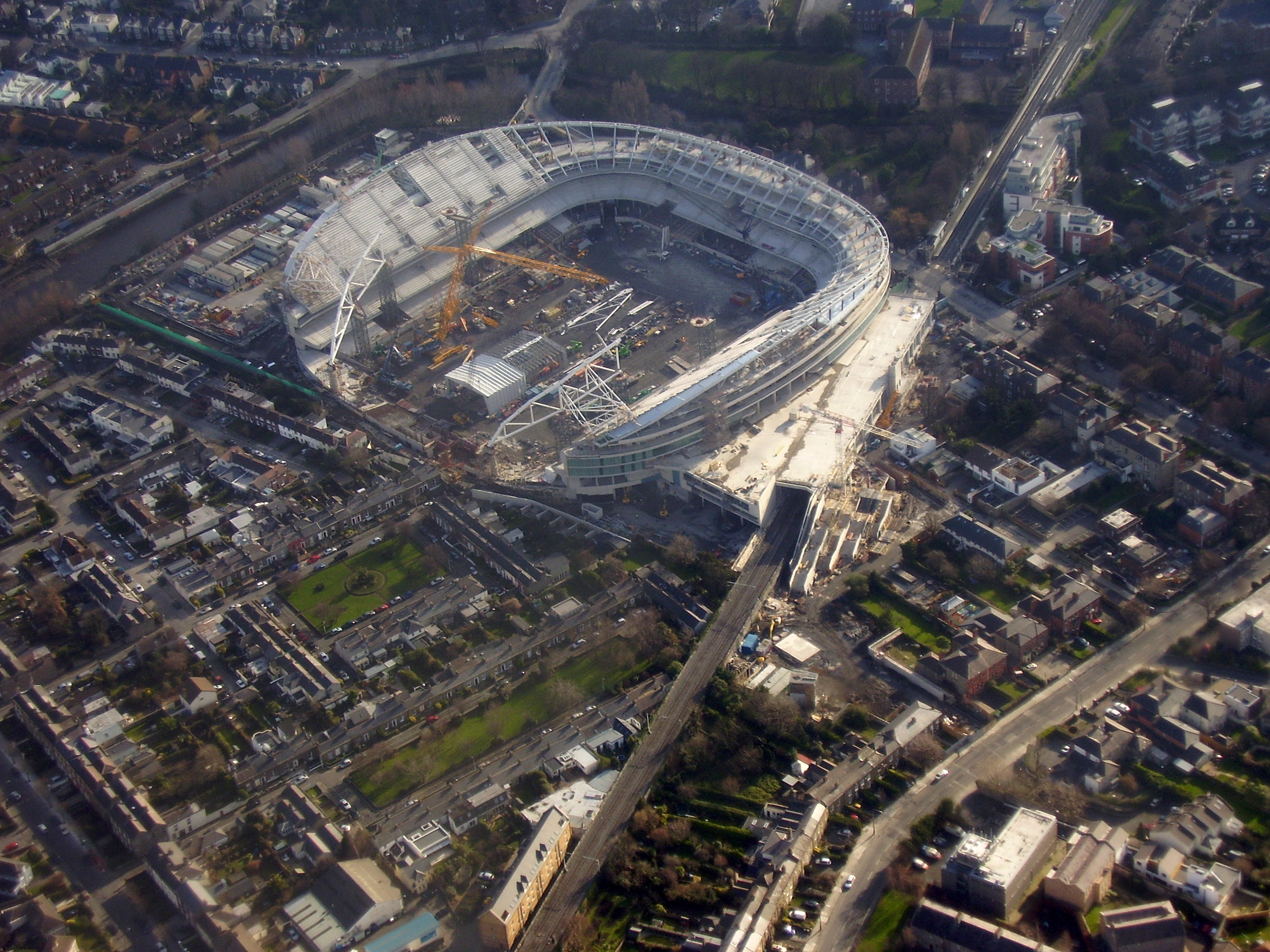
Die Baustelle des Stadions im Februar 2009
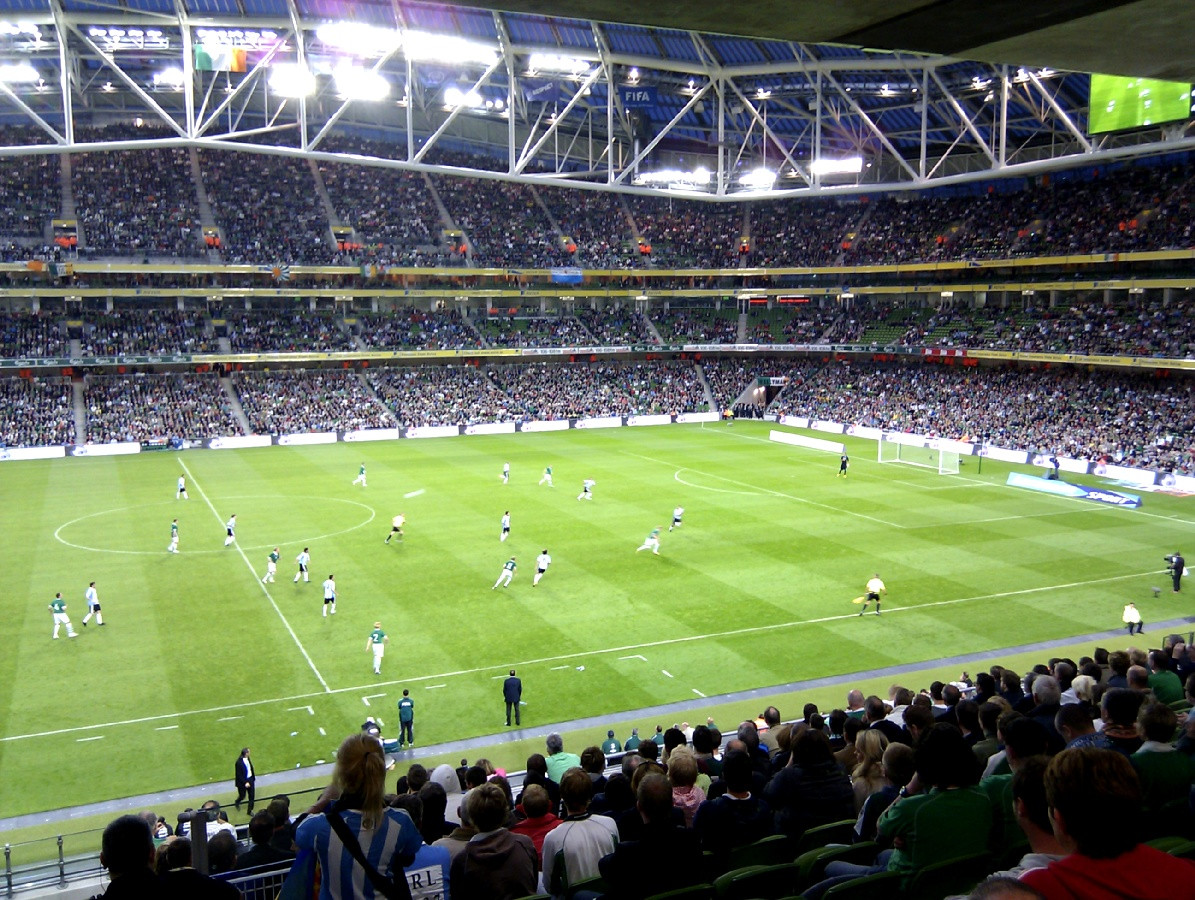
Länderspiel Irland gegen Argentinien im Aviva Stadium am 11. August 2010
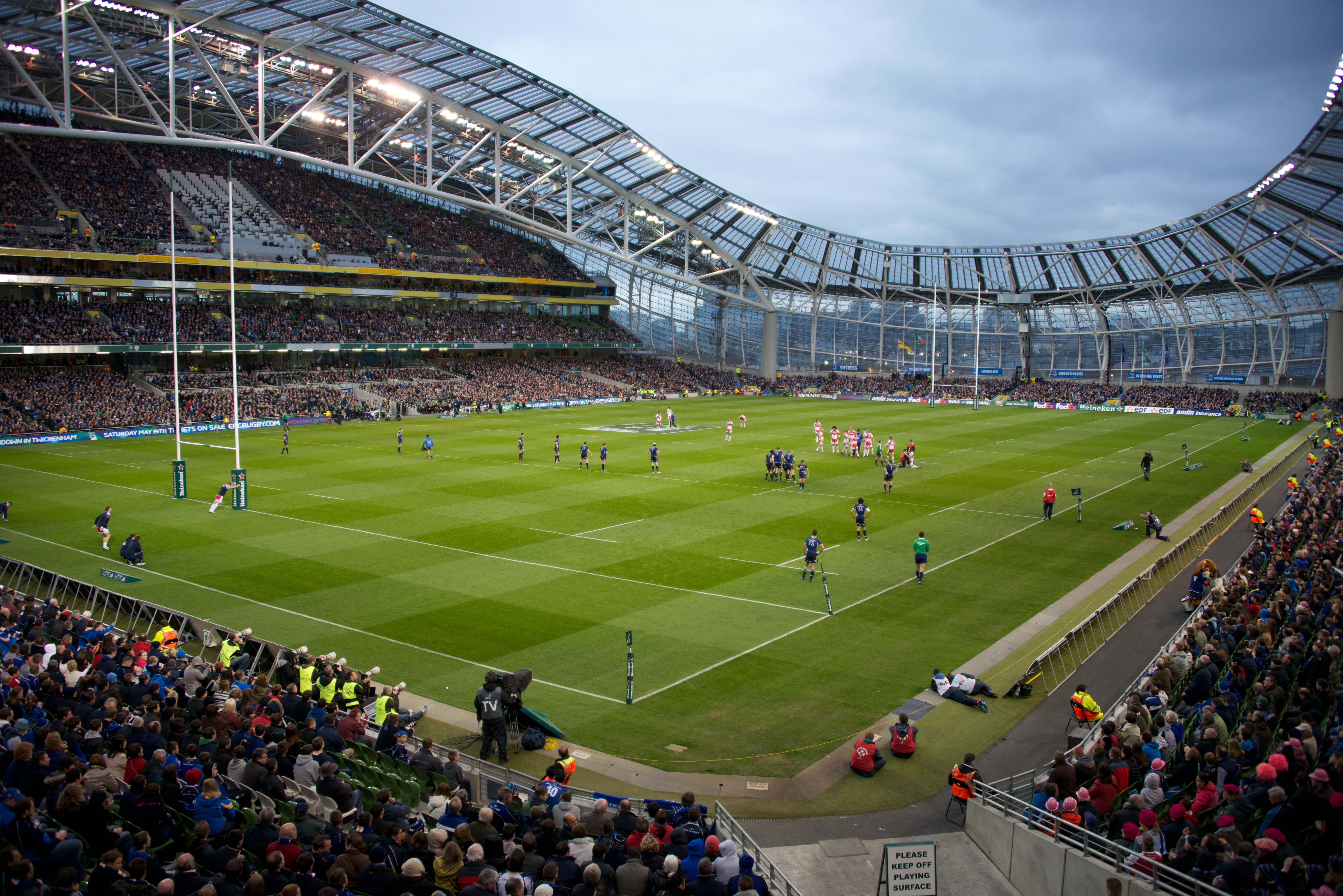
Blick in das Stadion (2012)
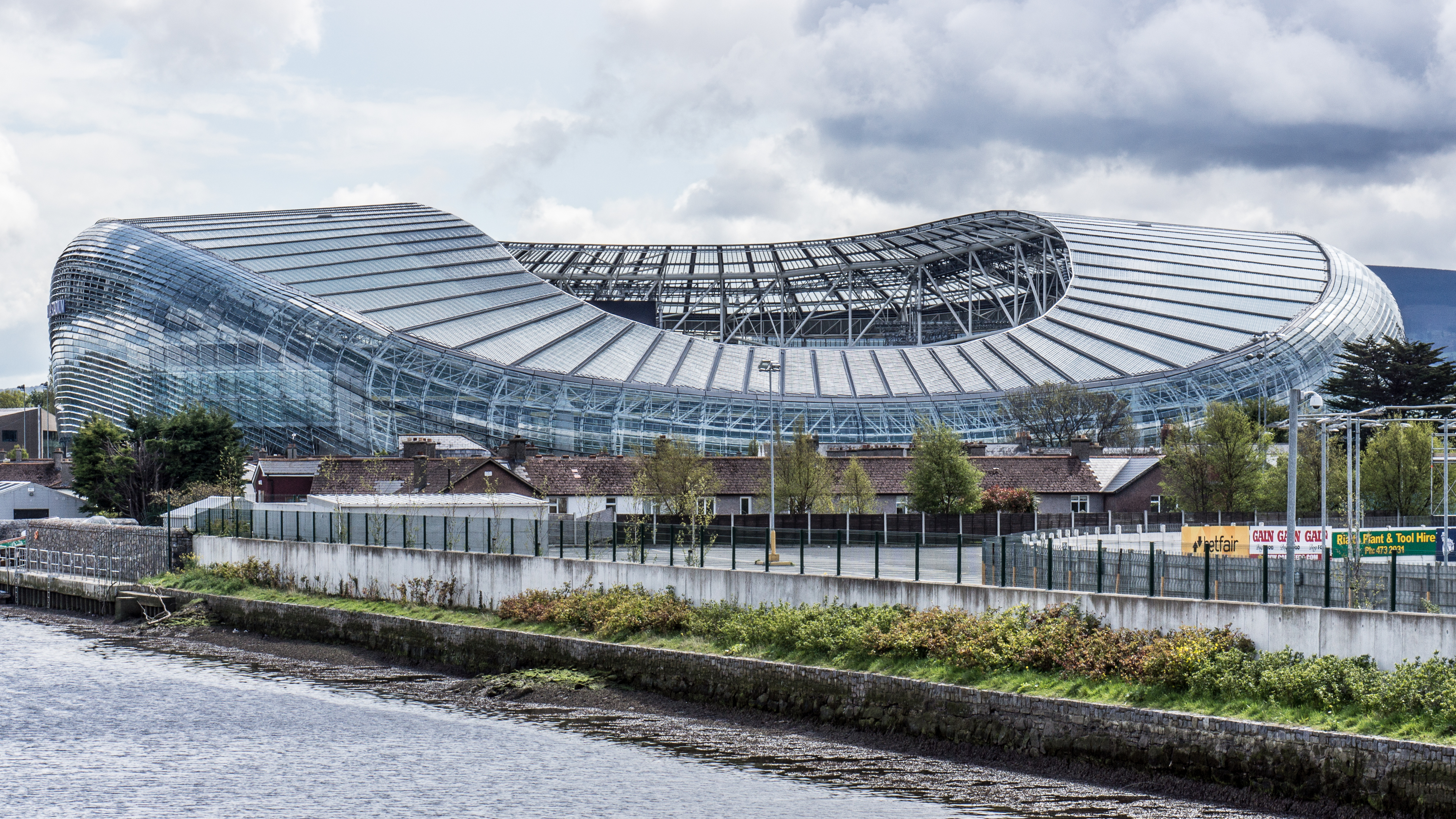
Das Aviva Stadium (Mai 2012)